# 埃申貝克河
51°16′15″N 7°8′55″E / 51.27083°N 7.14861°E

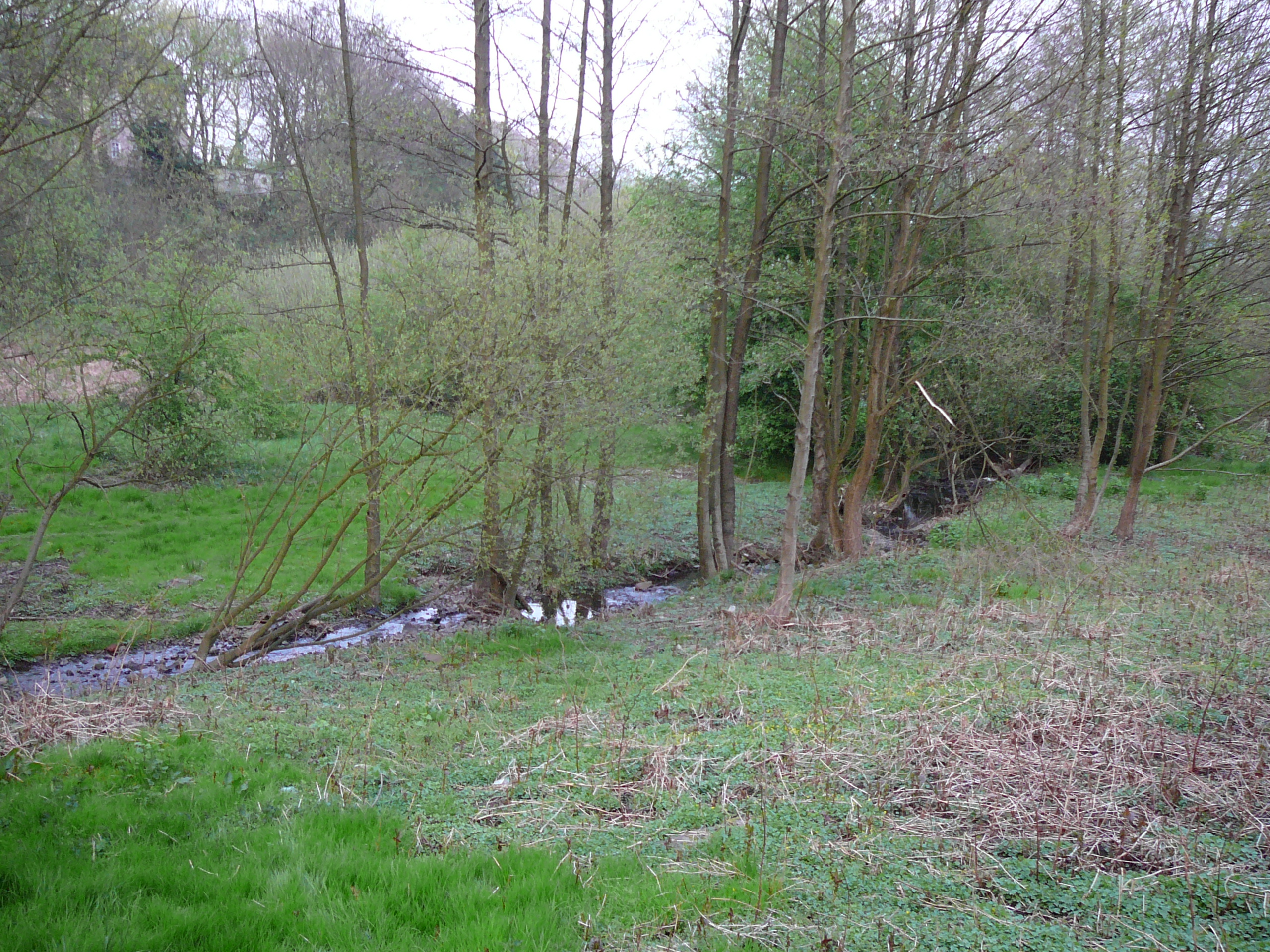

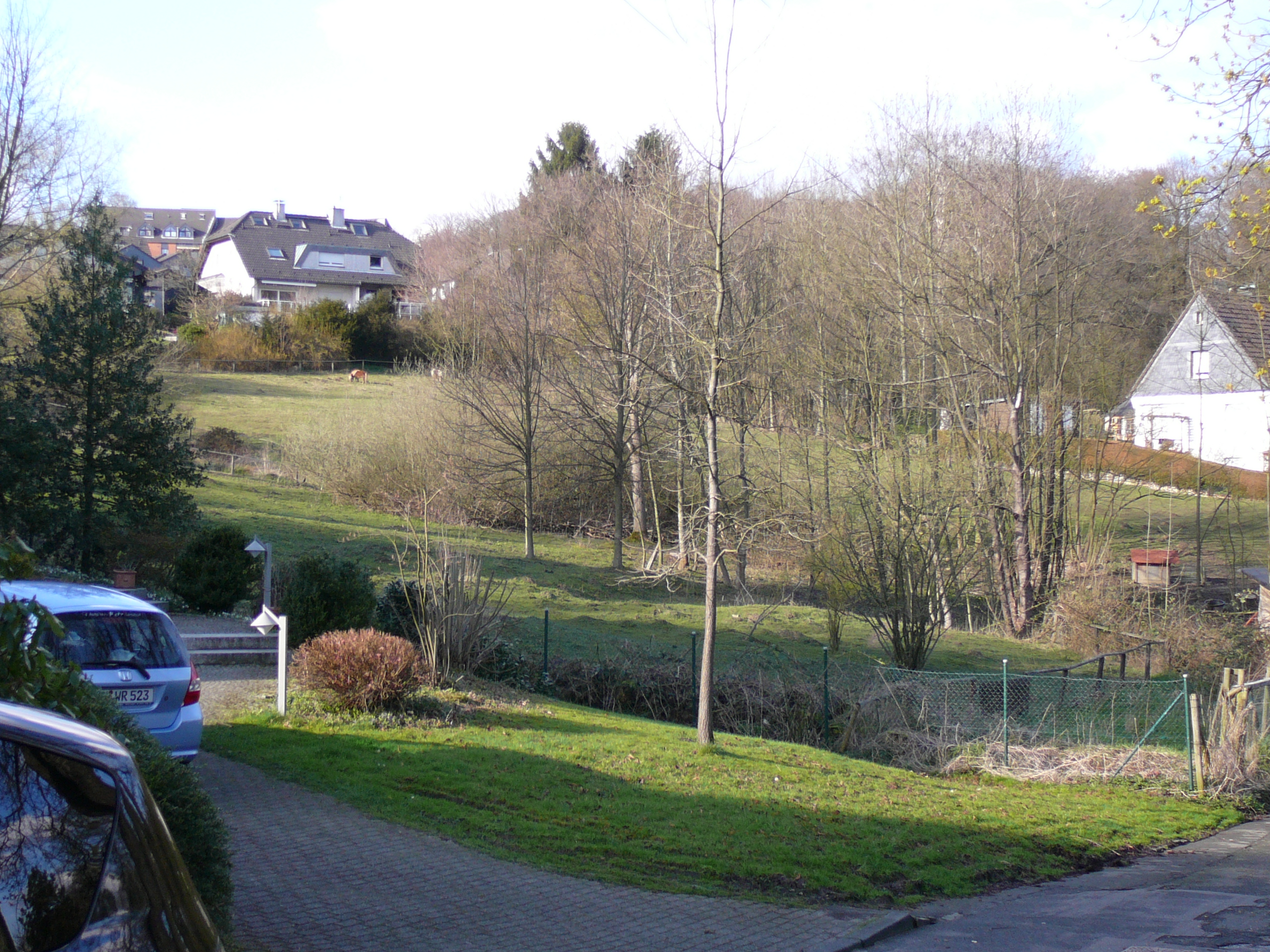

埃申貝克河（德語：Eschenbeek），是德國的河流，位於該國西部，流經北萊茵-威斯特法倫州，屬於米克巴赫河的右支流，河道全長1.4公里，流域面積0.92平方公里。